# NGC 568
NGC 568 = IC 1709 ist eine linsenförmige Galaxie vom Hubble-Typ SA0: im Sternbild Bildhauer am Südsternhimmel. Sie ist schätzungsweise 251 Millionen Lichtjahre von der Milchstraße entfernt und hat einen Scheibendurchmesser von etwa 160.000 Lj.
Das Objekt wurde am 29. November 1837 vom britischen Astronomen John Herschel entdeckt und am 4. September 1897 von Lewis A. Swift (IC 1709) wiederentdeckt.